# Wormaldia thyria
Wormaldia thyria là một loài Trichoptera trong họ Philopotamidae. Chúng phân bố ở miền Tân bắc.